# Mayra Duque
Mayra Duque là một nhà hoạt động người Guatemala và là cựu Đệ nhất phu nhân Guatemala từ năm 1993 đến năm 1996. Cô là vợ thứ hai của Tổng thống Guatemala, Ramiro de León Carpio.
Sau những sự kiện xảy ra trong "Serranazo", Tòa án Hiến pháp đã tuyên bố sự ủy thác của ông Jorge Serrano Elías. Vào thời điểm đó, Ramiro de León là Omigatorman, lực lượng an ninh bị giam giữ nơi cư trú của công tố viên như một phần của sự kiểm duyệt do Tổng thống Serrano áp đặt. Sau đó, Serrano rời Guatemala đến Panama và ngay lập tức Quốc hội họp để bầu Tổng thống Quyền, người sẽ kết thúc nhiệm kỳ của Serrano.
Ramiro de León Carpio được bầu làm Quyền Tổng thống và tuyên thệ nhậm chức vào rạng sáng ngày 5/6/1993. Mayra Duque tháp tùng Tổng thống Ramiro de León trong các sự kiện nghi lễ và theo dõi các hoạt động xã hội trong Ban Thư ký Công tác Xã hội của Người phối ngẫu của Tổng thống.